# Escucha telefónica
Una escucha telefónica, grabación telefónica clandestina, pinchazo telefónico, intervención telefónica (en México), interceptación telefónica, chuponeo (en el Perú) o chuzada (en Colombia), es el monitoreo de una conversación telefónica por parte de una tercera persona, usualmente de forma encubierta. El término escucha se extiende a intercambio de información a través de redes informáticas. La escucha telefónica por parte de la policía u otras fuerzas gubernamentales reconocidas puede ser considerada una escucha telefónica legal según la normativa.

## Estatus legal

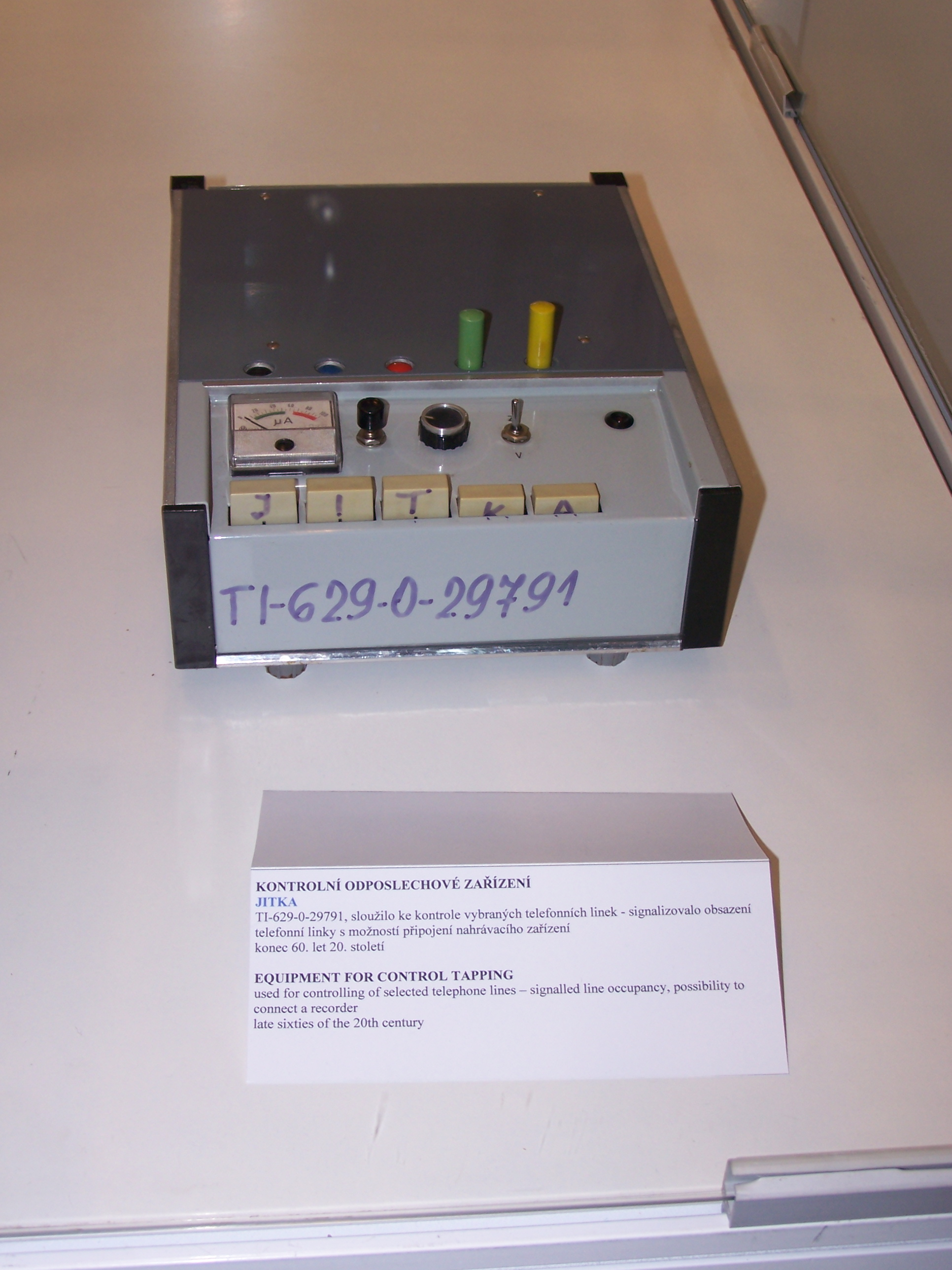
Dispositivo de control de línea telefónica "Jitka", usado a finales de los 1960s por la StB checa para señalar el uso de una línea y conectar un grabador

Las escuchas telefónicas son estrictamente controladas en muchos países para salvaguardar la privacidad de los individuos. Sin embargo, en ciertas jurisdicciones como Alemania, las cortes pueden aceptar como prueba conversaciones telefónicas ilegalmente grabadas sin el consentimiento de las partes.
En los Estados Unidos, las agencias federales pueden ser autorizadas en ciertas circunstancias para realizar escuchas por parte de la United States Foreign Intelligence Surveillance Court, una corte con procedimientos secretos. Incluso en México, donde la intervención telefónica era más común, ahora existen leyes desde el 2008 que describen el uso de conversaciones privadas como una violación de la privacidad si las partes involucradas no  se les dio consentimiento. En España, la intervención telefónica se regula en el artículo 39 de la Ley 9/2014, de 9 de mayo, General de Telecomunicaciones.
Muchas organizaciones graban sus conversaciones telefónicas para poder probar lo que fue dicho, para entrenar a su personal o monitorear el rendimiento. Esta actividad puede no ser considerada como escucha telefónica en algunas, aunque no todas las jurisdicciones, porque es hecha con el conocimiento de al menos una de las partes intervinientes en la conversación telefónica. Las leyes que regulan la grabación de conversaciones telefónicas en algunos sitios requiere que solo una de las partes esté al tanto de la grabación, mientras otros exigen que ambos estén advertidos. Se considera una buena práctica anunciar al principio de una llamada que la conversación está siendo grabada.
En Perú la escucha telefónica se recurrió irregularmente a la largo de su historia, por Vladimiro Montesinos Torres empresas durante el gobierno de Alejandro Toledo y otros. En el ámbito legal, por Ley N.º 27697 se permite la supervisión de llamadas bajo mandato judicial.